# Katapleksja
Katapleksja (gr. kata 'pod, w dół', używane także jako wzmocnienie oraz plēssein 'uderzyć, palnąć, zranić') – zaburzenie neurologiczne, będące nagłą, krótkotrwałą i odwracalną utratą napięcia mięśniowego (skutkującego często osunięciem się chorego na ziemię). Objawia się także niespodziewanymi napadami snu w ciągu dnia oraz wypadaniem przedmiotów z rąk.
Jest objawem chorobowym narkolepsji, choć może być również wywołana silnymi emocjami (np. strachem).
Katapleksja jest najbardziej charakterystycznym, prawie patognomonicznym objawem narkolepsji (oprócz narkolepsji z katapleksją może ona występować także w przebiegu chorób genetycznych, np. choroby Niemanna i Picka, guzów mózgu, stwardnienia rozsianego, chorób zapalnych mózgu i po urazach mózgu, które mogą powodować tzw. wtórną narkolepsję).
Termin "katapleksja" oznacza, krótkie epizody obustronnej utraty napięcia mięśniowego wywołane silnymi emocjami. Najczęściej tą emocją jest śmiech, na przykład w reakcji na opowiadanie żartów, lub silnie przeżywana radość, na przykład podczas rywalizacji sportowej. Inne emocje mogące wywołać katapleksję to zaskoczenie, przestraszenie się, złość lub gniew. 
Napady katapleksji mogą mieć charakter częściowy, polegający na zmianie wyrazu twarzy (twarz kataplektyczna) w następstwie opadnięcia powiek, żuchwy, otwarcia ust i wysunięcia języka, czemu towarzyszy niewyraźna mowa. Bardziej nasilone ataki katapleksji obejmują opadnięcie kończyn górnych lub ugięcie kolan, co zmusza chorego do przyjęcia pozycji siedzącej. Uogólnione napady kataplektyczne prowadzą do upadków. Utrata napięcia rzadko jest jednak natychmiastowa. Chory w większości przypadków jest w stanie upaść bezpiecznie i tylko sporadycznie upadki kończą się urazami. 
Napady katapleksji trwają zwykle krótko, kilka-kilkanaście sekund, ale mogą ulec wydłużeniu, na przykład kiedy otoczenie ciągle się śmieje. Typowo podczas całego epizodu świadomość pozostaje niezaburzona, podobnie jak ruchomość gałek ocznych i możliwość oddychania. Głębokie odruchy ścięgniste są często zniesione, a objaw Babińskiego jest dodatni, szczególnie w czasie uogólnionego napadu. Napady jednostronne lub dotyczące pojedynczej grupy mięśniowej, utrzymywanie się odruchów ścięgnistych podczas uogólnionego ataku, skurcze mięśni twarzy, grymas twarzy, niekontrolowane oddanie moczu, a czasem powtarzające się czynności ruchowe są możliwe, ale należy je traktować jako objawy ostrzegawcze ("czerwone flagi"), wskazujące na konieczność wykluczenia napadu pseudokataplektycznego, który ma inną etiologię niż narkolepsja.